# Dahib
Dahib (beta Capricorni) is een dubbelster in het sterrenbeeld Steenbok (Capricornus).